# The Georgia Review
The Georgia Review es una revista literaria estadounidense con sede en Athens (Georgia). Fundada en la Universidad de Georgia en 1947, la revista presenta publicaciones de poesía, ficción, ensayos, reseñas y artes visuales. La revista ha ganado el National Magazine Awards en 'Ficción' en 1986 y en 'Ensayos en 2007, y ha sido nominada a los NMA en diecinueve ocasiones. Las obras que aparecen en The Georgia Review se reproducen con frecuencia en The Best American Short Stories y The Best American Poetry y han ganado premios literarios como el Pushcart y el O. Henry.